# Bukama
Bukama är en ort i Kongo-Kinshasa. Den ligger i provinsen Haut-Lomami, i den södra delen av landet, 1 300 km öster om huvudstaden Kinshasa.